# Alton Ellis
Alton Nehemiah Ellis (1 de septiembre de 1938 – 10 de octubre de 2008) fue un músico jamaicano conocido como el "padrino del Rocksteady" e innovador de ésta. En 2006 lo incluyeron el "Premio internacional salón de la fama de reggae y música global". 

## Biografía
Alton Ellis nace en el distrito de Trench Town en Kingston, Jamaica. Nació en una familia musical, aprendió a tocar el piano muy joven. Asistió a la escuela Ebeneezer and Boys Town donde se distinguió por excelencia en música y deportes. Inició como bailarín compitiendo en Vere Johns' Opportunity Hour. Después que ganara en pareja la competencia, decidió cantar, iniciando su carrera en 1959, formando el dúo Ellis & Eddy (Eddy Pekins). Ellis y Pekins grabaron para el señor Coxsone Dodd en Studio One en Jamaica. Iniciaron con un estilo R&B teniendo el hit "Muriel", una canción escrita por Ellis cuando trabajaba en un edificio de construcción, y siguieron grabando éxitos como My Heaven", "Lullabye Angel", "I Know It All", "I'm Never Gonna Cry" y "Yours". El dúo también grabó con la producción de Vincent "Randy" Chin, pero todo terminó cuando Eddy Pekins ganó un concurso de talento y se mudó a los Estados Unidos y Ellis se quedó en Kingston, trabajando en la imprenta. Después de que perdiera su trabajo, decidió reiniciar su carrera musical, formando un dúo con John Holt y cuando John se unió a la banda The Paragons Ellis formaba un nuevo grupo, The Flames. Siguió trabajando con Dodd y también grabó para su archirrival el productor Duke Reid en su discográfica Treasure Isle. A mediados de los años 60 el ska se transformaba en un movimiento más lento hasta llegar al rocksteady, asociándose con los Rude Boys.

## Discografía
- Mr Soul of Jamaica (1967) Treasure Isle
- Sings Rock and Soul (1967) Studio One
- The Best Of (1969) Coxsone
- Sunday Coming (1970) Coxsone
- Greatest Hits (1973) Count Shelly, también publicado como Cry Tough
- Still in Love (1977) Horse
- A Love to Share (1979) Third World
- Showcase (1984) Studio One
- Slummin' (198?) Abraham
- Mr Ska Bean'a (1981) Cha Cha (Alton Ellis & The Heptones)
- A New Day (1983) Body Music
- Daydreaming (1983) Silver Camel
- 25th Silver Jubilee (1984) Sky Note
- Continuation (1985) All Tone
- Jubilee Volume 2 (1985) Sky Note
- Here I Am (1988), Angella
- Family Vibes (1992), All Tone
- Man From Studio One (1994) All-tone
- Change My Mind (2000) Orchard
- More Alton Ellis (2001) T.P.
- Live with Aspo: Workin' on a Groovy Thing (2001) Belleville International / Patate Records

Con Hortense Ellis
- Alton & Hortense Ellis at Studio 1 (1990) Heartbeat

Recopilatorios
- All My Tears (1965–68) (2006) Brook
- Alton Ellis Sings, Heptones Harmonise Jet Star (Alton Ellis & The Heptones - 1978-80)
- Arise Black Man (1968–78) Moll Selekta
- Be True to Yourself (196X-7X) (2004) Trojan
- Get Ready for Rock Reggae Steady (1967–74) (1999) Jamaican Gold
- Many Moods of Alton Ellis (1978–80) (1980) Tele-Tech
- My Time Is the Right Time (1966–71) (2000) Westside
- Reggae Valley of Decision (197X) (1996) House of Reggae
- Soul Groover (1997) Trojan
- Reggae Max (1997) Jet Star
- The Duke Reid Collection (1999) Rhino
- Soul of Jamaica (2001) Bianco
- It Hurts Me So (2006) Essential Gold
- Reggae Chronicles (2006) Hallmark
- Muriel (2007) All Tone

- Datos: Q443886
- Multimedia: Alton Ellis / Q443886